# Pélopée courbée
Sceliphron curvatum
Espèce
La pélopée courbée (Sceliphron curvatum) est une espèce d'insectes hyménoptères, et plus précisément une guêpe maçonne, de la famille des Sphecidae.
C'est une espèce originaire des régions montagneuses de l'Asie, et notamment de l'Himalaya, récemment apparue en Europe (début des années 1980).
Elle se montre localement invasive, dont en France dans le Sud-Est, où elle pourrait peut-être concurrencer les espèces autochtones.

## Histoire
L'espèce a été décrite en 1870. Sa biologie ne semble avoir été présentée qu'au début des années 1920 (1921) par Basil-Edwardes qui l'a étudiée dans des villes d'Inde.

Gepp et Bregant en 1986 publient des compléments sur cette biologie, sur la base d'observations faites sur des populations invasives de cette espèce, en Autriche (première source de données en Europe où S. curvatum a rapidement étendu son domaine dans le sud de l'Europe et en Europe centrale, au moins jusqu'en Pologne.
Bogush et al. en 2004 ont estimé que l'espèce a été introduite en Europe via les activités humaines, mais que depuis elle s'est propagée dans une grande partie de l'Europe spontanément,.

## Étymologie

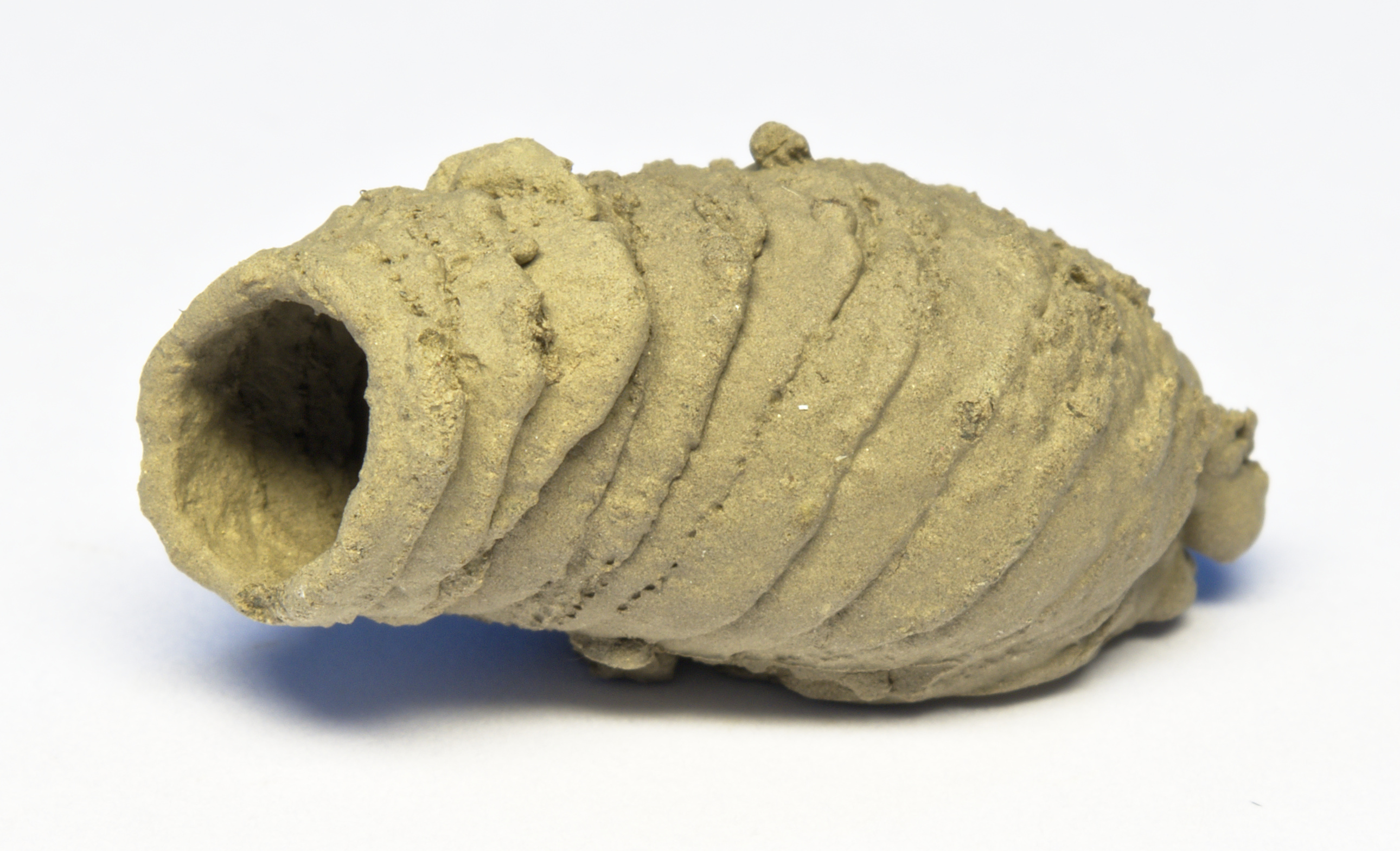
Urne en terre.

Le mot « pélopée » a été formé à partir des mots grecs πηλός (pêlós : boue, terre, argile) et ποιέω (poïéô : faire, confectionner), parce que cet insecte confectionne ses nids avec de la boue.

## Description
Elle mesure entre 17 et 25 mm, et est reconnaissable à son gastre allongé, appelé pétiole.

## Reproduction

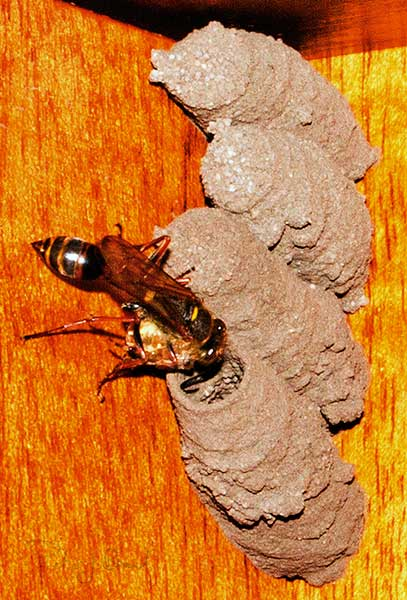
Pélopée courbée et ses urnes

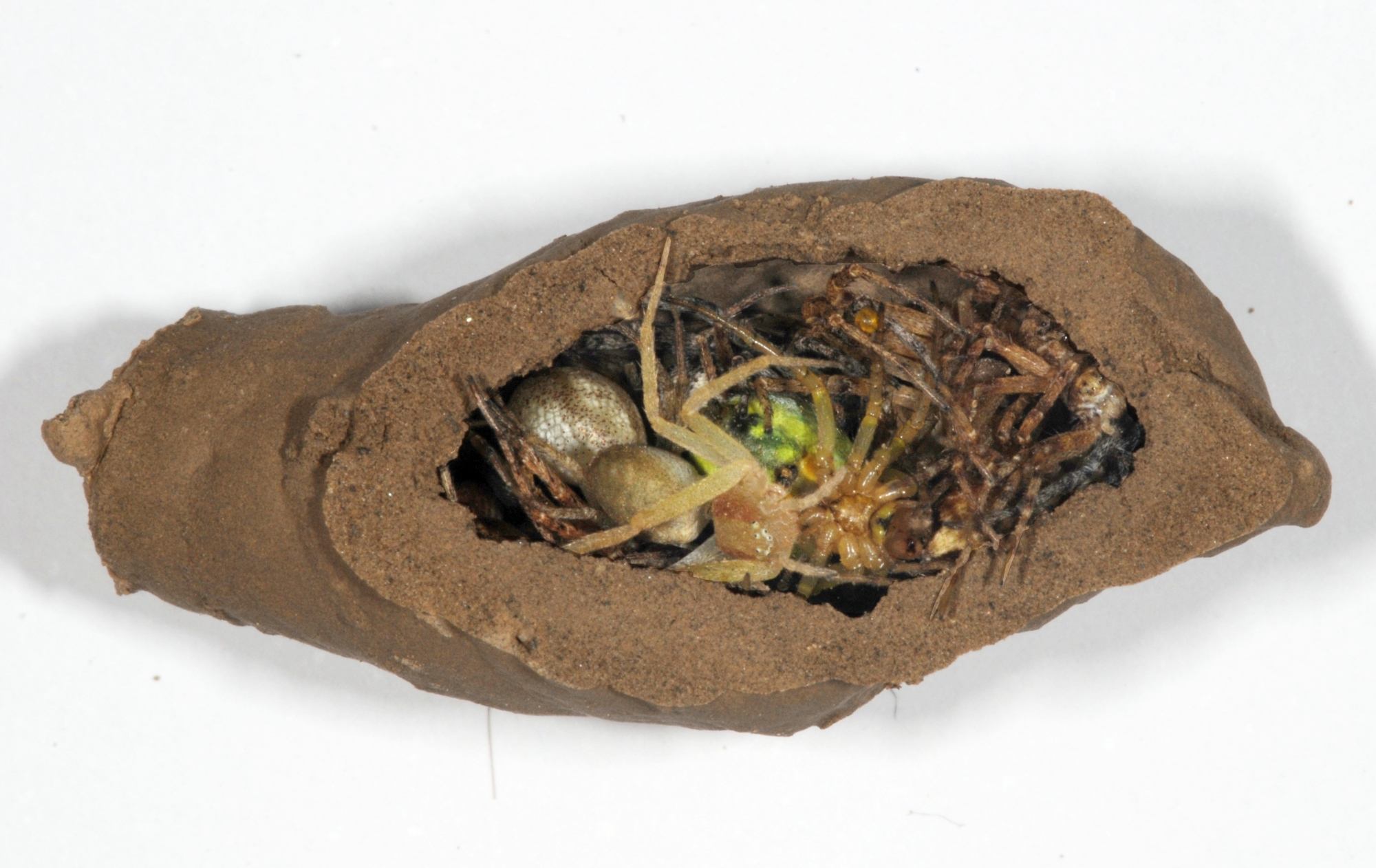
Chaque urne contient des araignées paralysées.

Pour sa reproduction, elle construit une grappe d'une dizaine de nids individuels en terre, en forme d'urnes. Comme le font toutes les espèces de Sceliphron, elle y entrepose des araignées vivantes mais paralysées dont les larves se nourriront. Chaque urne contient une seule larve, et jusqu'à une quinzaine d'araignées.

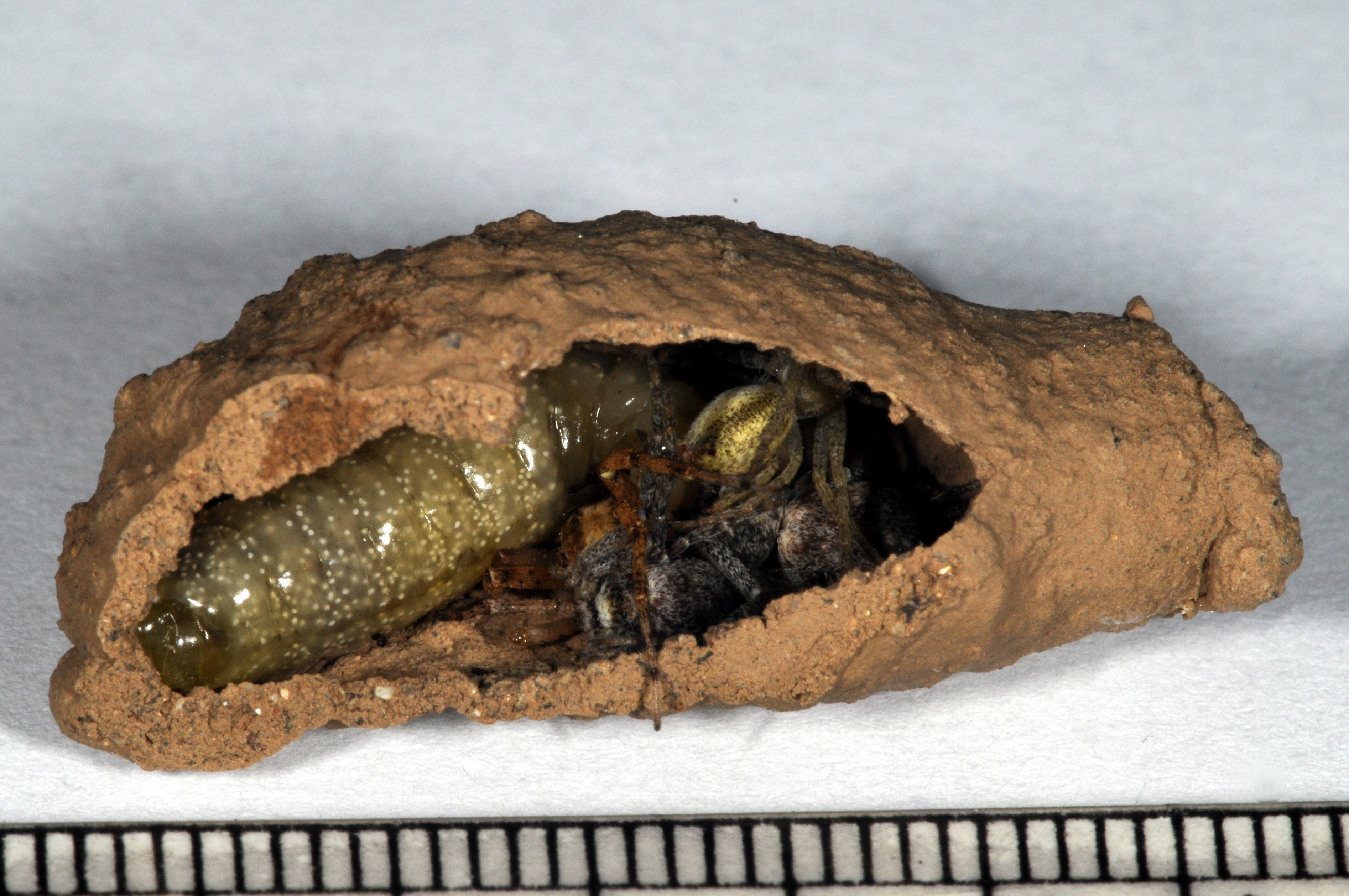
Une larve et ses araignées.

Une fois que la larve a consommé les araignées dans son urne, elle forme un cocon translucide autour d'elle et commence sa métamorphose. Une fois sa métamorphose en guêpe terminée[Combien ?], elle crée une ouverture à l'extrémité de son urne pour en sortir et s'envoler.
À noter que les araignées paralysées ayant survécu d'une urne endommagée ont recommencé à bouger après 3 à 4 semaines[réf. nécessaire].